# Hummeltal

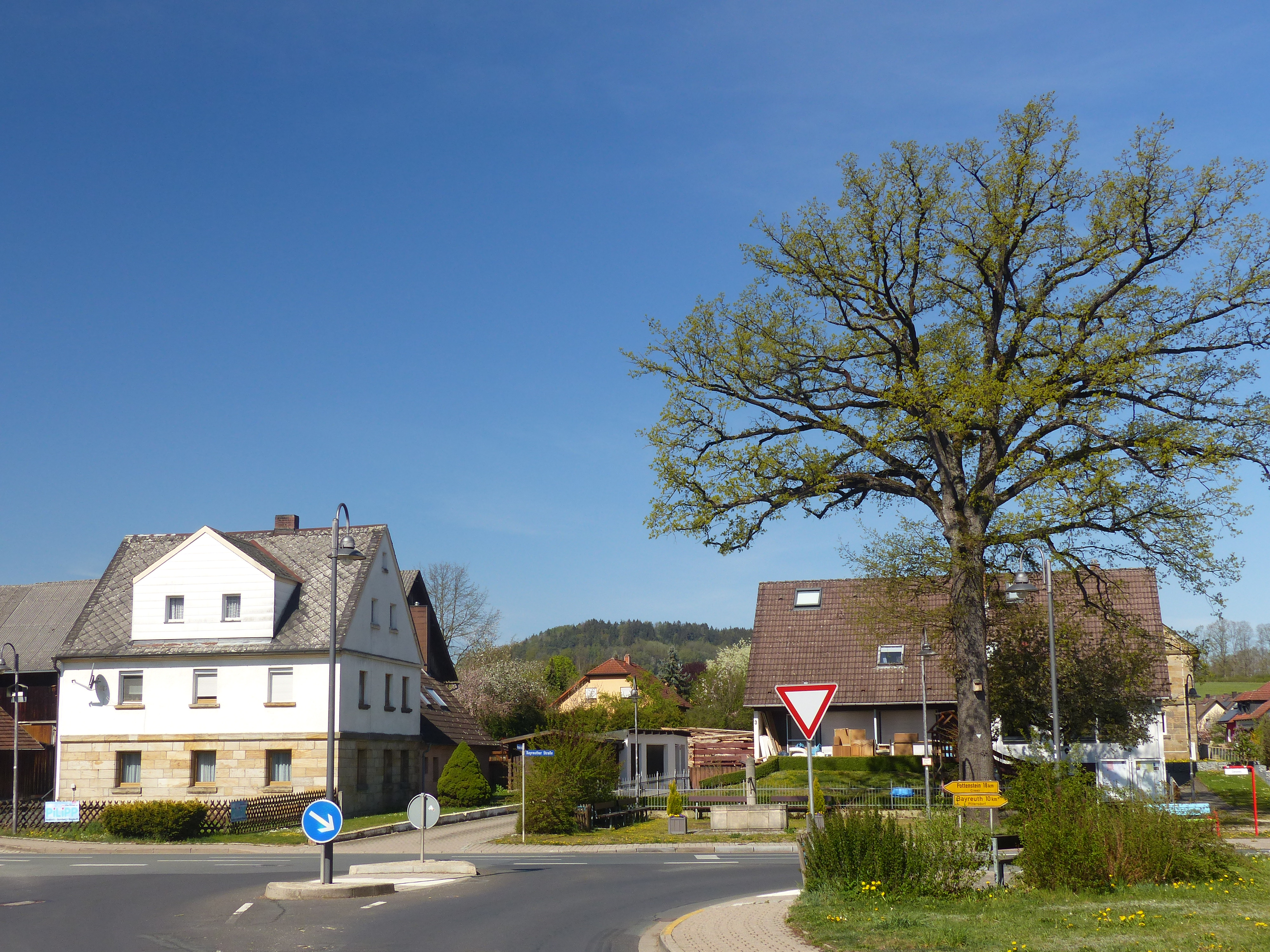
Das Pfarrdorf Pettendorf, in dem die Verwaltung der Gemeinde Hummeltal ihren Sitz hat

Hummeltal ist eine Gemeinde im Landkreis Bayreuth (Regierungsbezirk Oberfranken). Sitz der Gemeindeverwaltung ist Pettendorf.

## Geografie

### Geografische Lage
Die Gemeinde liegt etwa acht Kilometer südwestlich von Bayreuth in landschaftlich reizvoller Umgebung am nördlichen Rand der Fränkischen Schweiz.

### Gemeindegliederung
Es gibt 20 Gemeindeteile (in Klammern ist der Siedlungstyp angegeben):
- Bärnreuth (Dorf)
- Creez (Dorf)
- Eichen (Einöde)
- Gubitzmoos (Weiler)
- Hinterkleebach (Dorf)
- Hohenreuth (Einöde)
- Moritzmühle (Einöde)
- Moritzreuth (Dorf)
- Muthmannsreuth (Dorf)
- Neß (Weiler)
- Neumühle (Einöde)
- Pettendorf (Pfarrdorf)
- Pettendorfermühle (Einöde)
- Pittersdorf (Dorf)
- Rosengarten (Einöde)
- Röthelbach (Einöde)
- Schützenmühle (Einöde)
- Steinmühle (Weiler)
- Voitsreuth (Weiler)
- Weiglathal (Weiler)

Es gibt auf dem Gemeindegebiet die Gemarkungen Creez (Gemarkungsteil 0), Hinterkleebach, Lindenhardter Forst-Nordwest (Gemarkungsteil 2), Pettendorf und Pittersdorf. Ein Ort Hummeltal existiert nicht.

### Nachbargemeinden
Nachbargemeinden sind (von Norden beginnend im Uhrzeigersinn): Mistelbach, Gesees, Creußen, Pegnitz, Pottenstein, Ahorntal, Glashütten und Mistelgau.

## Geschichte

### Bis zur Gemeindegründung
Das Gebiet der heutigen Gemeinde Hummeltal gehörte zum Fürstentum Bayreuth und ab 1500 zum Fränkischen Reichskreis. Im Frieden von Tilsit 1807 fiel es an Frankreich und kam 1810 zu Bayern. 
Im Zuge der Verwaltungsreformen in Bayern entstanden mit dem Gemeindeedikt von 1818 die Ruralgemeinden Creez, Pettendorf und Pittersdorf. Diese wurden im Zuge der Gebietsreform in Bayern am 1. April 1971 zur neuen Gemeinde Hummeltal vereinigt, mit Ausnahme einiger Gemeindeteile von Creez, die in die Gemeinde Mistelgau eingegliedert wurden.

### Eingemeindungen
Am 1. Mai 1978 wurde die Gemeinde Hinterkleebach eingegliedert und bildete den räumlich getrennten Südteil des erweiterten Gemeindegebiets. Mit der Auflösung des gemeindefreien Gebiets Lindenhardter Forst-Nordwest, dessen Westteil ebenfalls in Hummeltal eingegliedert wurde, entstand am 1. Januar 2020 ein räumlich geschlossenes Gemeindegebiet.

### Einwohnerentwicklung
| Jahr      | 1961 | 1970 | 1987 | 1991 | 1995 | 2000 | 2005 | 2010 | 2015 | 2020 |
| --------- | ---- | ---- | ---- | ---- | ---- | ---- | ---- | ---- | ---- | ---- |
| Einwohner | 1403 | 1499 | 1897 | 2125 | 2384 | 2504 | 2457 | 2430 | 2374 | 2337 |

## Politik
Die Gemeinde ist Mitglied der Verwaltungsgemeinschaft Mistelbach.

### Bürgermeister
Erster Bürgermeister ist Patrick Meyer (CSU/Offene Liste).

### Gemeinderat
Der Rat der Gemeinde Hummeltal besteht aus 14 Mitgliedern. Die vergangenen Kommunalwahlen ergaben folgende Sitzverteilungen:
| Partei/Liste             | 2020 | 2020  | 2014  | 2008  |
| Partei/Liste             | %    | Sitze | Sitze | Sitze |
| ------------------------ | ---- | ----- | ----- | ----- |
| CSU/OL (Offene Liste)    | 42,9 | 6     | 6     | 7     |
| Freie Wählergemeinschaft | 35,7 | 5     | 4     | 3     |
| Bürgerforum              | 14,3 | 2     | 1     | 1     |
| SPD                      | 7,1  | 1     | 3     | 3     |

### Wappen
| Wappen von Hummeltal | Blasonierung: „Gespalten; vorne geviert von Silber und Schwarz, hinten in Silber über einem erhöhten grünen Dreiberg, der mit einem schrägen silbernen Wellenbalken belegt ist, eine schräg links fliegende natürliche Hummel.“ |
| Wappen von Hummeltal | Wappengeschichte: Die Gemeinde besteht seit 1971 aus den ehemals selbstständigen Gemeinden Creez, Pettendorf und Pittersdorf und führt seitdem den Namen Hummeltal. Die Zollernvierung weist auf die Jahrhunderte lange Zugehörigkeit des Gemeindegebiets zum Markgrafentum Brandenburg-Bayreuth. Der grüne Dreiberg stellt die landschaftliche Umgebung der Gemeinde dar, die geprägt ist vom Muthmannsreuther Berg, dem Deutes und dem Schobertsberg. Am Muthmannsreuther Berg entspringt der Mistelbach, darauf deutet der silberne Wellenbalken im Gemeindewappen. Die Hummel steht redend für den Ortsnamen Hummeltal. Er leitet sich vom Landschaftsnamen Hummelgau ab, der wohl auf den Rechtsbegriff Hunt-mahal zurück geht und Gerichtshof der Hundertschaft bedeutet. Volksetymologisch wird der Name Hummelgau allerdings mit dem gleichnamigen Insekt erklärt. Aus diesem Grund steht die Hummel redend für den Ortsnamen im Gemeindewappen. Dieses Wappen wird seit 1989 geführt. |

### Interkommunale Zusammenarbeit
Die Gemeinde Hummeltal ist seit 1999 Mitglied im Verein für Regionalentwicklung „Rund um die Neubürg – Fränkische Schweiz e. V.“

## Wirtschaft und Infrastruktur

### Wirtschaft einschließlich Land- und Forstwirtschaft
Im Jahr 2020 gab es nach der amtlichen Statistik im produzierenden Gewerbe 67 und im Bereich Handel und Verkehr 22 sozialversicherungspflichtig Beschäftigten am Arbeitsort. In sonstigen Wirtschaftsbereichen waren am Arbeitsort 61 Personen sozialversicherungspflichtig beschäftigt. Sozialversicherungspflichtig Beschäftigte am Wohnort gab es insgesamt 1009. Im verarbeitenden Gewerbe gab es keine, im Bauhauptgewerbe drei Betriebe. Zudem bestanden im Jahr 2016 21 landwirtschaftliche Betriebe mit einer landwirtschaftlich genutzten Fläche von 686 Hektar, davon waren 302 Hektar Ackerfläche und 384 Hektar Dauergrünfläche.
Die Gemeindesteuereinnahmen betrugen im Jahr 2020 umgerechnet ca. 1,93 Mio. €, davon waren umgerechnet 141.000 € (netto) Gewerbesteuereinnahmen.

### Verkehr
Im Rahmen des Verkehrskonzepts „30-Minuten-Takt Hummelgau“ ist Hummeltal seit dem 1. September 2022 werktags halbstündlich, an den Wochenenden im Stundentakt durch Regionalbusse mit Bayreuth verbunden.

### Bildung
2021 gab es folgende Einrichtungen:
- eine Kindertageseinrichtung: 87 Kindergartenplätze, 85 Kinder
- zwei Volksschulen: elf Lehrer, 160 Schüler